# Alif Dhaal
Ari Atholhu Dhekunuburi (Süd-Ari-Atoll, Dhivehi އަރިއަތޮޅު ދެކުނުބުރި), mit der Thaana-Kurzbezeichnung އދ (Alif Dhaal bzw. Alifu Dhaalu), ist ein Verwaltungsatoll (Distrikt) im Westen der Malediven. Es umfasst den südlichen Teil des Ari-Atolls. Die Einwohnerzahl beträgt knapp 8400 (Stand 2006).
Das Verwaltungsgebiet entstand 1998 während der Regierungszeit von Präsident Maumoon Abdul Gayoom durch Teilung des Ari-Atolls (Alif) in einen Nord- (Alif Alif) und einen Südteil (Alif Dhaal) – offiziell aus administrativen Gründen, da das Ari-Atoll sehr groß ist, nach Meinung der Opposition hingegen als wahltaktisches Manöver.
Zehn Inseln sind bewohnt, neben dem Verwaltungshauptort auf Mahibadhoo (1780 Einwohner) sind dies Dhangethi, Dhiddhoo, Dhigurah, Fenfushi, Haggnaameedhoo, Kunburudhoo, Maamingili, Mandhoo und Omadhoo. Insgesamt umfasst der Distrikt 47 Inseln.
Durch die relative Nähe zum Flughafen Malé (etwa 70 bis 110 km) ist Alif Dhaal wie das gesamte Ari-Atoll touristisch sehr gut erschlossen. Es gibt weit über ein Dutzend Hotelinseln, darunter beispielsweise Dhiffushi, Mirihi, Nalaguraidhoo, Vakarufalhi und Vilamendhoo. Mit dem Villa Airport Maamigili besitzt das Verwaltungsatoll seit 2011 auch einen eigenen Regionalflughafen, zuvor war das Wasserflugzeug (neben dem Boot) das wichtigste Transportmittel.
Im Süden, durch die Meeresstraße Ariadhoo Kandu getrennt, schließt sich das Nord-Nilandhe-Atoll (Faafu) an. Benachbarte Distrikte im Osten sind Kaafu und Vaavu.